# Johanna Ylinen
Johanna Ylinen (ur. 19 lipca 1984) – fińska judoczka. Dwukrotna olimpijka. Zajęła dziewiąte miejsce w Londynie 2012 i osiemnaste w Pekinie 2008. Walczyła w wadze półśredniej.
Uczestniczka mistrzostw świata w 2005, 2007, 2009, 2010 i 2011. Startowała w Pucharze Świata w latach 2004-2008 i 2010-2012. Siódma na mistrzostwach Europy w 2004 i 2012 roku. Ośmiokrotna mistrzyni kraju.

## Letnie Igrzyska Olimpijskie 2008
| Konkurencja | Eliminacje             | Klas. końcowa |
| Konkurencja | Przeciwnik I           | Miejsce       |
| ----------- | ---------------------- | ------------- |
| 63 kg       | Wang Chin-fang (TPE) P | 18.           |

## Letnie Igrzyska Olimpijskie 2012
| Konkurencja | Eliminacje                         | Klas. końcowa |
| Konkurencja | Przeciwnik I                       | Miejsce       |
| ----------- | ---------------------------------- | ------------- |
| 63 kg       | Cedewsürengijn Mönchdzajaa (MGL) P | 9.            |